# Thierry Faber
Thierry Faber (* 22. Juni 1974) ist ein luxemburgischer Filmeditor, Drehbuchautor und Regisseur.

## Leben und Karriere
Faber wurde am 22. Juni 1974 geboren. Zwischen 1993 und 1997 studierte er Geschichte an der Université des Sciences Humaines de Strasbourg. Anschließend absolvierte er von 1997 bis 2000 ein Filmstudium an der Filmschule I.A.D. in Louvain-la-Neuve.
Seit 1999 ist Faber in der luxemburgischen Film- und Fernsehbranche aktiv. In den Jahren 2003 und 2007 erhielt Faber den Luxemburger Filmpreis für den besten technischen Beitrag. 2015 realisierte Faber den Kurzfilm À quoi bon?. Faber ist der Schöpfer, Co-Drehbuchautor und Showrunner der Krimiserie Capitani.

## Filmografie
Filme
- 2015: A Quoi Bon?
- 2017: Alte Jungs (Rusty Boys)
- 2018: Superjhemp retörns

Serien
- 2011: Weemseesdet
- 2012–2013: Comeback
- 2019–2022: Capitani